# Glypta incompleta
Glypta incompleta là một loài tò vò trong họ Ichneumonidae.